# Wolfgang Kaim
Wolfgang Kaim (* 1951 in Bad Vilbel, Hessen) ist ein deutscher Chemiker und Professor für Anorganische Chemie an der Universität Stuttgart.

## Leben und Wirken
Wolfgang Kaim studierte Chemie und Physik an den Universitäten Frankfurt am Main und Konstanz, wo er 1974 sein Diplom bei dem seit 1973 dort als Ordinarius lehrenden Chemiker Ewald Daltrozzo ablegte. Nach Promotion bei Hans Bock mit der Arbeit Herstellung und Untersuchung neuartiger Radikalkationen an der Universität Frankfurt (1978) und Habilitation mit 31 Jahren (1982) ebenda war er von 1987 bis 2019 ordentlicher Professor für Anorganische Chemie an der Universität Stuttgart.
Liebig-, Winnacker- und Heisenberg-Stipendien unterstützten seinen Werdegang und ermöglichten u. a. 1978/79 einen Postdoc-Forschungsaufenthalt bei F. A. Cotton an der Texas A&M University in College Station, Texas.
Kaim war Gastprofessor an mehreren ausländischen Universitäten. So an der Northern Illinois University (USA), der Sun Yat-sen Universität in Guangzhou (China), der Universidad de Chile in Santiago (Chile), der Universidad de Concepción (Chile) sowie am Indian Institute of Technology Bombay (Indien).
Sein wissenschaftliches Werk umfasst über 700 Publikationen, die sich prominent der Untersuchung metallorganischer Koordinationsverbindungen mit biochemischer Relevanz widmen. Kaim hat über 70 Promotionen und mehrere Habilitationen gefördert.
Für 2014 wurde ihm der Alfred-Stock-Gedächtnispreis der Gesellschaft Deutscher Chemiker zugesprochen.

## Auszeichnungen
- 1993: Literaturpreis des Fonds der Chemischen Industrie

- 2013: Luis-Federico-Leloir-Preis für Internationale Kooperation in Wissenschaft, Technologie und Innovation (Argentinien)

- 2014: Marianne-Baudler-Preis (alter Name: Alfred-Stock-Gedächtnispreis)

## Schriften (Auswahl)
- Gemeinsam mit Brigitte Schwederski hat er das auch ins Englische übersetzte, preisgekrönte Fachbuch[5] Bioanorganische Chemie. Zur Funktion chemischer Elemente in Lebensprozessen (1. Auflage 1991, 5. Auflage 2010) geschrieben.